# TK2000

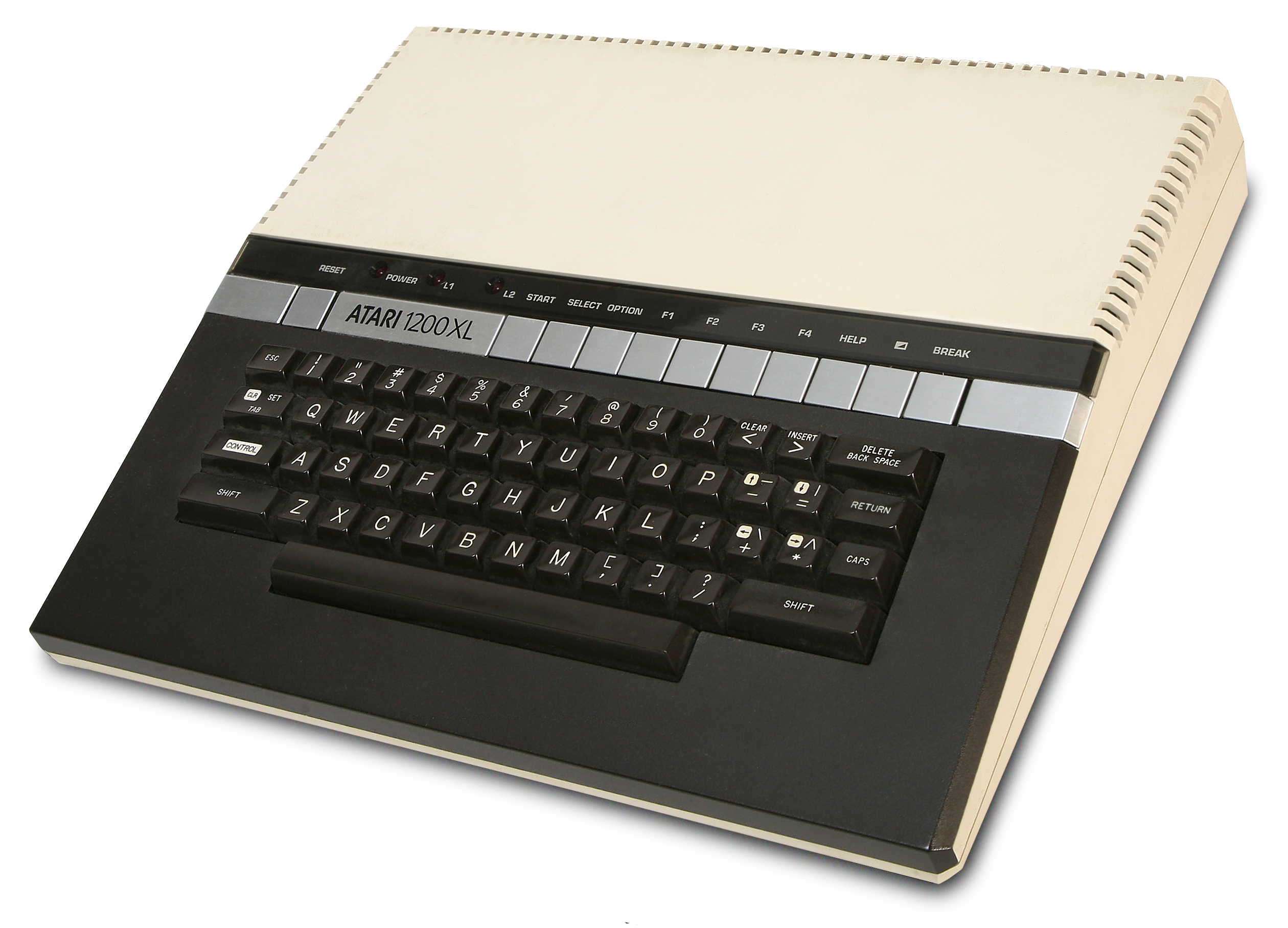
Um Atari 1200XL, cujo design serviu de inspiração para o do TK 2000.

O TK2000, produzido pela empresa brasileira Microdigital Eletrônica Ltda, foi um microcomputador apresentado ao público durante a Feira de Informática de 1983 e lançado em 1984. Utilizava a CPU 6502 e era na verdade um clone do taiwanês Micro-Professor MPF-II fabricado pela Multitech (antecessora da Acer). Era parcialmente compatível com o software e hardware do Apple II+. Em 1985, foi lançada uma versão aperfeiçoada (com opção de 128K), o TK2000 II.
Em 1987, foi descontinuado.

## Características
- Software básico:
  - Interpretador BASIC e utilitário (Monitor-Disassembler e mini-assembler), contidos em 16Kb.
- Monitor:
  - Opera diretamente em hexadecimal.
  - Examina posições da memória.
  - Altera o conteúdo da memória.
  - Transfere blocos de dados.
  - Compara blocos de dados.
  - Armazena e carrega blocos de memória em fita cassete em formato APPLESOFT e em formato próprio.
  - Soma e subtrai valores hexadecimais.
  - Executa programas em linguagem de máquina.
  - Display em modo normal ou inverso.
- Disassembler:
  - Disassembla um bloco de memória em código mnemônico do 6502.
- Mini-Assembler:
  - Compila em códigos hexadecimais, comandos introduzidos em código mnemônico do 6502.
  - Permite a execução de comandos do monitor de dentro do mini-assembler.
  - Indisponível quando um cartucho de expansão está instalado no conector de expansão.
- Display de vídeo:
  - 40 X 24 (Modo Texto - emulado).
  - 40 x 47 (Baixa Resolução - emulado);
    - Modo GR 40 x 40 + 4 linhas de Texto.

  - 280 x 192 (Alta Resolução - nativo);
    - Modo HGR   280 x 159 + 4 linhas de Texto (emuladas).
    - Modo HGR2  280 x 192 sendo 1 linha de Texto (emulada).
    - Através dos endereços de controle da janela de texto (na página zero) é possível usar a tela inteira como texto e gráficos simultaneamente.

  - Com 6 cores.
    - O modo de baixa resolução emula as 16 cores através de dithering.
    - Através de softswitches, é possível escolher entre modo monocromático ou colorido em qualquer modo de vídeo.
- Som:
  - Saída de som pela TV.
  - Um canal, até 4 oitavas com tons e semitons, 5 tempos diferentes para cada nota, por software.
- Teclado:
  - Mecânico, 54 teclas com disposição QWERTY.
  - 65 comandos (cada comando é acessível por uma tecla).
  - 46 funções.
  - 59 caracteres alfanuméricos.
  - 49 caracteres gráficos.
  - 4 teclas de movimento de cursor.
  - 2 teclas de disparo (FIRE).
  - Tecla REPEAT.
- Caracteres:
  - ASCII, cada caractere é composto por matriz de 5X7 pontos.
- Expansão:
  - 1 slot (na lateral).
- Interfaces Incorporadas / Portas:
  - 1 saída para TV, RF, sistema PAL-M, canal 2 (cristal 14.30244MHZ).
  - 1 saída RGB para monitor de vídeo.
  - 1 porta para impressora (paralela tipo CENTRONICS ou serial).
  - 1 porta para joystick.
- Periféricos:
  - Microdigital Disk Controller.
  - Microdigital RS232-C Interface de Comunicação.
  - Joystick: Microdigital TK-Stick Game Control para TK2000 (Branco e Preto).
- Armazenamento:
  - Gravador de cassete (a 1500 bauds), com controle remoto para 2 gravadores via software.
  - Drive de disquete externo 5¼ (140 Kb, dupla densidade).

## Modelos Conhecidos
- TK-2000 Color Computer
  - Modelo inicial.
- TK-2000 II Color Computer 64Kb
  - Exatamente o mesmo modelo inicial, mas com nova estratégia de marketing.
- TK-2000 II Color Computer 128Kb
  - Com expansão de memória de 64Kb (totalizando 128Kb) compatível com o padrão Saturn de expansão de memória.
  - Conhece-se até o momento duas revisões de hardware deste modelo:
    - Placa satélite TD112, montada ao lado da principal e conectada à placa principal através de fiação auxiliar.
    - Placa mãe TD122, com todos os componentes consolidados numa só placa.

## Softwares para o TK2000 II Color
```
Microsoft
[
3
]
(Multisoft/Supersoft)
[
4
]
```

| - Programas Profissionais e Comercias: - MULTICALC (tipo VISICALC, MAGICALC, etc...) - Controle de Estoque (imagem) - Multi Cad (imagem) - Programas Utilitários: - Editor Basic (imagem) - Software Impressora (imagem) - CIRANDÃO - TKDOS 3.3 (imagem) - Programas de Engenharia: - Lajes (imagem) - Sapatas (imagem) - Geometria Analítica (imagem) - Programas Educacionais: - Cálculo de Integrais - Cálculo de Poligonais (imagem) - Cálculo de Raízes Polinomiais - Conversor Numérico - Passo a Passo - Curso de Basic (¹)(²)(³) - TUTOR: Soma, Subtração, Multiplicação e Divisão _ - Vestibular: Física e Matemática (imagem) | - Programas Uso Pessoal: - Biorritimo (imagem) - Cálculo de Emprestimos (imagem) - Calendário Perpétuo - Engenharia Econômica I, II, III, IV (i.) (ii.) (iii.) (iv.) - Jogos inteligentes: - Xadrez (imagem) - Poker (imagem)(imagem²) - Jogos Animados: - Ataque (imagem) - Auto Estrada (imagem) - Bombardeiro (imagem) - Corrida (imagem) - Eliminator (imagem) - Fliperama (imagem) - Multi-Invader (imagem) - Pânico (imagem) - Papa Tudo (imagem) - Pulo do Sapo (imagem)(imagem²) - Sabotagem (imagem)(Imagem²) - Estação Orbital (imagem) - Jogos de Guerra (NORAD) (imagem) | - Jogos (Supersoft/Multisoft): - Asteroyder - Ataque II - Blitzkrieg - Boga2 - Campo de Força - Confronto - Galaxians Travel - Gorgon - Grand Prix - Ilha das Aranhas - Invasion Force - Labirinto dos Besouros - Othelo - Pouso Espacial - Quartel General - Snake - Sneakers - StarBalster - Tiro ao Alvo |

```
Cibertron
[
5
]
```

| - Jogos: - Xadrez & Out post - Space Eggs - Grand Prix & Asteroids - Gammagoblins & Galaxinas - Falcons - Eliminator - Ceiling Zero - Bolo - Simulador de vôo | - Utilitários: - ROM 2000 & Disk- 7 - Graphs 2000 |  |

```
Plansoft 
[
4
]
```

| - Jogos: - 500 CANNONBALL-NIGHT CRAWLER - 501 FALCONS-BUG ATTACK - 502 ELIMINATOR - MISSILE DEFENSE - 503 SNACK ATTACK-PANICO - 504 MINOTAURO - 505 SIMULADOR DE VOO - 506 DEFENDER - SWASHBUCKLER - 507 GAMMA GOBBLINS - GP - 508 KARATEKA |

```
SoftKristian
[
4
]
[
6
]
```

| - Jogos: - ARANHAS (BUG ATTACK-NIGHT CRAWLER) - CONTRA ATAQUE - CORRIDA MALUCA - DESAFIO FATAL - ELIMINATOR (DUNG BEETLES-ELIMINATOR) - GOBBLER(imagem) - NIGHT MISSION (NIGHT MISSION-U.F.O.) - OPERAÇÃO PERIGO - PLANO ZERO (PLANO ZERO-GOMOKU-BATALHA NAVAL) - RESGATE SUICIDA (RESGATE-SUICÍDIO) - SPACE ATTACK - TAXMAN |

```
Micro Idéia 
[
7
]
[
8
]
```

```
CMC 
[
9
]
[
10
]
```

- Jogos:

| - ALIEN AMBUSH - ASTEROIDS - ATAQUE - AUTO ESTRADA - BLITZ - BOLO - BOMBARDEIRO - BUG ATTACK - CANNONBALL BLITZ - CEILING ZERO - Chopfliter - DEATH STAR - DEFENSE - DUNG BEETLES - ELIMINATOR - ESCALADA - ESPADACHIM - ESTAÇÃO ORBITAL | - FALCONS - FLIPERAMA - FREE FALL - GALAXIANS - GALAXIANS TRAVEL - GAMMA GOBBLINS - GOBBLER - GOMOKU - GORGON - GRAND PRIX - HEAD - INVASORES - KARATEKA - LUMNAR I - MAZEMAN - MINOTAURO - MINUSCULAS/BATALHA NAVAL - NIGHT CRAWLER | - NIGHT MISSION - NORAD - OTHELO - PANICO - PEST PATROL - POKER - PULO DO SAPO - SABOTAGEM - SIMULADOR DE VOO - SNACK ATTACK - SNAKES - SOCCER - SPACE EGGS - STARBLASTER - SUICIDIO - U.F.O - WORM 1 - XADREZ |

## "Soft Houses"
Dados das "Soft Houses" conhecidas, que produziram software para TK2000:
A Microdigital distribuía os softwares com a marca "Microsoft", depois mudaram para Multisoft/Supersoft.
- Multisoft Informática LTDA 
  - CX Postal 54221, S. PAULO SP Brasil
- Cibertron (Software) Eletrônica LTDA
  - Cx POSTAL 17.005 CEP 02399 SP CGC 52.762.853/0001-64 IE 110.904.906
- PlanSoft (Planecon Informática LTDA)
  - CGC 52.644.507/0001-81
- SoftKristian (Kristian Eletrônica Ltda.)
  - CGC 30.931.257/0002-09
  - Rua Gonzaga Bastos, 112 tijuca, CEP20541, Rio de Janeiro RJ tel.:(021)268-8249
- MicroIdéia LTDA 
  - Recados p/ 246-4180 Bip J89
  - CGC 27.283.753/0001-08 IM 201687900 Cx POSTAL 6151 CEP 20022-RJ
- Ciência Moderna Computação LTDA (CMC)
  - CGC(MF)28.101.525/0002-13 IE82.905.219
  - MATRIZ: Av. Rio Branco,156 Loja SS 127 (Subsolo) CEP20043 (Ed.Av.Central) tels 2625723-2409327
  - FILIAL: Rua do Catete,311 Lojas 108e 311 H CEP22220 (RioInfoshopping) Tel 2059747 - Rio de Janeiro RJ

- SoftAntônio
  - 021/322-0630 (Missile Defense, Moon Patrol)

- Odamar Soft
  -  (SAM) Say it Sintetizador de Voz

- Desenvolvedores Identificados nos Softwares. (Que programaram ou adaptaram Softwares de Apple II para o TK2000):  
  - Andreas F. B. (021) 266-7476 (Pitfall II)
  - Luis S Nakanishi (PlanSoft: Karateka, Eliminator, Falcons)
  - Armando Neves (SoftKristian: Batalha Naval, Órgão)
  - Aroldo P. C. (Cibertron)
  - Rene B. M. Junior (Cibertron: Simulador de Voo)
  - Luiz A. Segger (Multisoft: Sabotagem)